# أ. جي. هارتلي
أندرو جيمس هارتلي (بالإنجليزية: A. J. Hartley)‏ (7 أغسطس 1964، برستون في المملكة المتحدة)؛ روائي أمريكي بريطاني المولد، كتب روايات للأطفال والكبار من أكثر الكتب مبيعًا وحائزة على جوائز. اعتاد على التدوين بانتظام لموقع الكتاب «ماجيكال وردز» (Magical Words) وهو مقدم منتظم في «ثليرفيست» (Thrillerfest) ودراغون كون Dragon Con. كما أنه يكتب أفلام الإثارة مثل أندرو هارت.